# محطة توليد بخارية

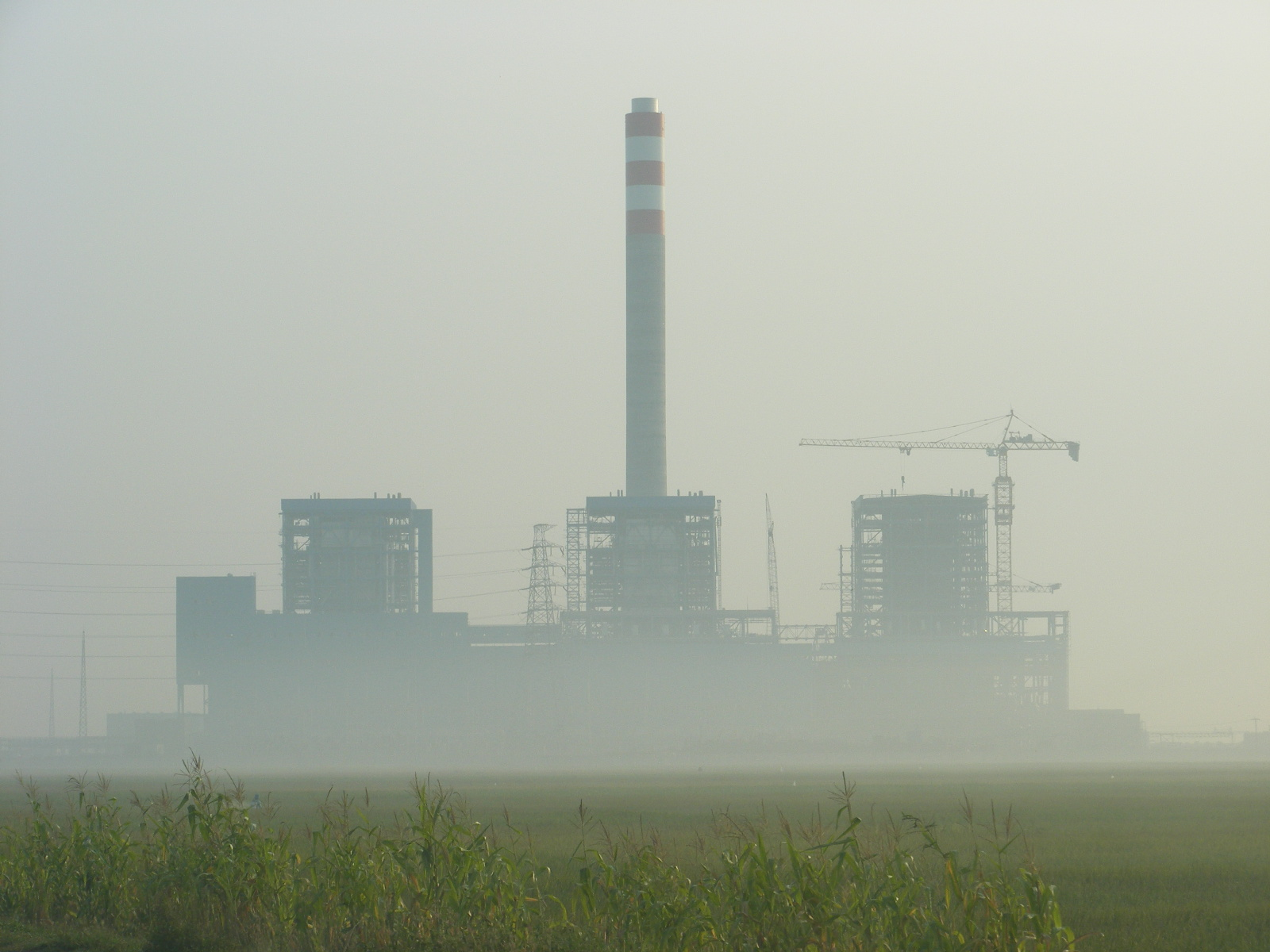

محطات التوليد البخارية (بالإنجليزية: Steam power plants)‏ وهي تنتشر اعتماداً على القرب من شواطئ البحار أو مجاري الأنهار وكذلك على القرب من مصادر الوقود ومراكز استهلاك الطاقة الكهربائية.
وتستعمل هذه المحطات الأنواع المتوفرة من الوقود مثل (الفحم الحجري ـ الغاز الطبيعي ـ البترول). ويتم أولاً في تلك المحطات تحويل طاقة الوقود الكيميائية إلى طاقة حرارية في اللهب الناتج من الاحتراق والتي تعمل على رفع درجة حرارة وضغط المياه الموجودة في المراجل لتتحول إلى بخار والذي يتم تحميصه ثم يعمل هذا البخار على إدارة محور التوربينات ويربط محور المولد الكهربائي ربطا مباشراً مع محور التوربينات البخارية فيدور المولد بنفس السرعة ليقطع المجال المغناطيسي الناشئ على العضو الدوار من المولد فيظهر على طرفي الجزء الثابت من المولد فرق جهد وبذلك تتحول الطاقة الميكانيكية الموجودة على المحور المولد إلى طاقة كهربائية على أطراف التوصيل للمولد.

## ميزات وعيوب محطات التوليد البخارية
- تمتاز المحطات البخارية بالأمور التالية:
- إمكانية الحصول على طاقة كهربائية عالية لكميات وقود قليلة.
- رخص الوقود المستخدم.
- رخص تكاليفها الأولية.
- تكاليف الصيانة والتوليد ليست مرتفعة.
- المساحة المطلوبة للمحطة صغيرة.
- تكون عادة ذات قدرات عالية.
- لكنها تعاني من عيوب أهمها:
- التلوث البيئي الناتج عنها.
- انخفاض كفاءتها.
- تحتاج إلى كميات كبيرة من مياه التبريد.
- يجب بناء هذه المحطات بعيداً عن التجمعات السكانية (على الأقل مسافة 1كم).

## أجزاء محطات التوليد البخارية الرئيسية
- الأجزاء الرئيسية لمحطات التوليد البخارية:

1. فرن الاحتراق (المحرقة) - الغلايات ... وحدات توليد البخار -
2. التوربينة.
3. المكثف.
4. المولد.